# Économie de la Guinée-Bissau
L'économie de la Guinée-Bissau est composée d'entreprises publiques et privées. La Guinée-Bissau figure parmi les pays les moins développés et l'un des dix pays les plus pauvres du monde. Elle dépend principalement de l'agriculture et de la pêche. La culture de noix de cajou a connu une croissance remarquable ces dernières années, et le pays se classait au neuvième rang en termes de production de noix de cajou en 2019.
La Guinée-Bissau exporte vers l'Asie du poisson et des fruits de mer congelés non filetés, des arachides, des palmistes et du bois. Les droits de licence de pêche dans sa zone maritime (golfe de Guinée) fournissent au gouvernement quelques modestes revenus. Le riz est la principale culture et l'aliment de base. En raison de la réglementation européenne, les exportations de poisson et de noix de cajou vers l'Europe sont totalement interdites, tout comme les produits agricoles en général.

## Histoire
À la suite de l'assassinat de son frère Amílcar Cabral en 1973, Luís Cabral devint le premier président de la Guinée-Bissau indépendante après l'indépendance, le 10 septembre 1974. Déjà président de la Guinée-Bissau, Luís Cabral tenta d'imposer une économie planifiée et soutint un modèle socialiste qui ruina l'économie bissau-guinéenne. De même, la répression imposée à la population par son régime autoritaire à parti unique et les graves pénuries alimentaires laissèrent des traces.
Luís Cabral exerça son pouvoir de 1974 à 1980, lorsqu'un coup d'État militaire mené par João Bernardo « Nino » Vieira le destitua. Bien qu'il l'ait toujours nié, Luís Cabral fut accusé d'être responsable de la mort d'un grand nombre de soldats bissau-guinéens noirs qui avaient combattu aux côtés de l'armée portugaise contre la guérilla du PAIGC pendant la guerre coloniale portugaise. Après le coup d'État militaire de 1980, le PAIGC a admis dans son journal officiel « Nó Pintcha » (daté du 29 novembre 1980) que de nombreuses personnes avaient été exécutées et enterrées dans des fosses communes anonymes dans les forêts de Cumerá, Portogole et Mansabá. Tous ces événements n'ont pas aidé le nouveau pays à atteindre le niveau de prospérité, de croissance économique et de développement promis par les nouveaux dirigeants à sa population.
En 1985, la première flotte de pêche chinoise à partir à l'étranger a été envoyée en Guinée-Bissau : 13 chalutiers de la China National Fisheries Corporation.
En mai 1997, la Guinée-Bissau a rejoint l'Union monétaire ouest-africaine (UMOA). Par conséquent, la Banque nationale de Guinée-Bissau est devenue une succursale nationale de la Banque centrale des États de l'Afrique de l'Ouest, et la monnaie nationale, le peso bissau-guinéen, a été remplacée par le franc CFA ouest-africain.

## Agriculture

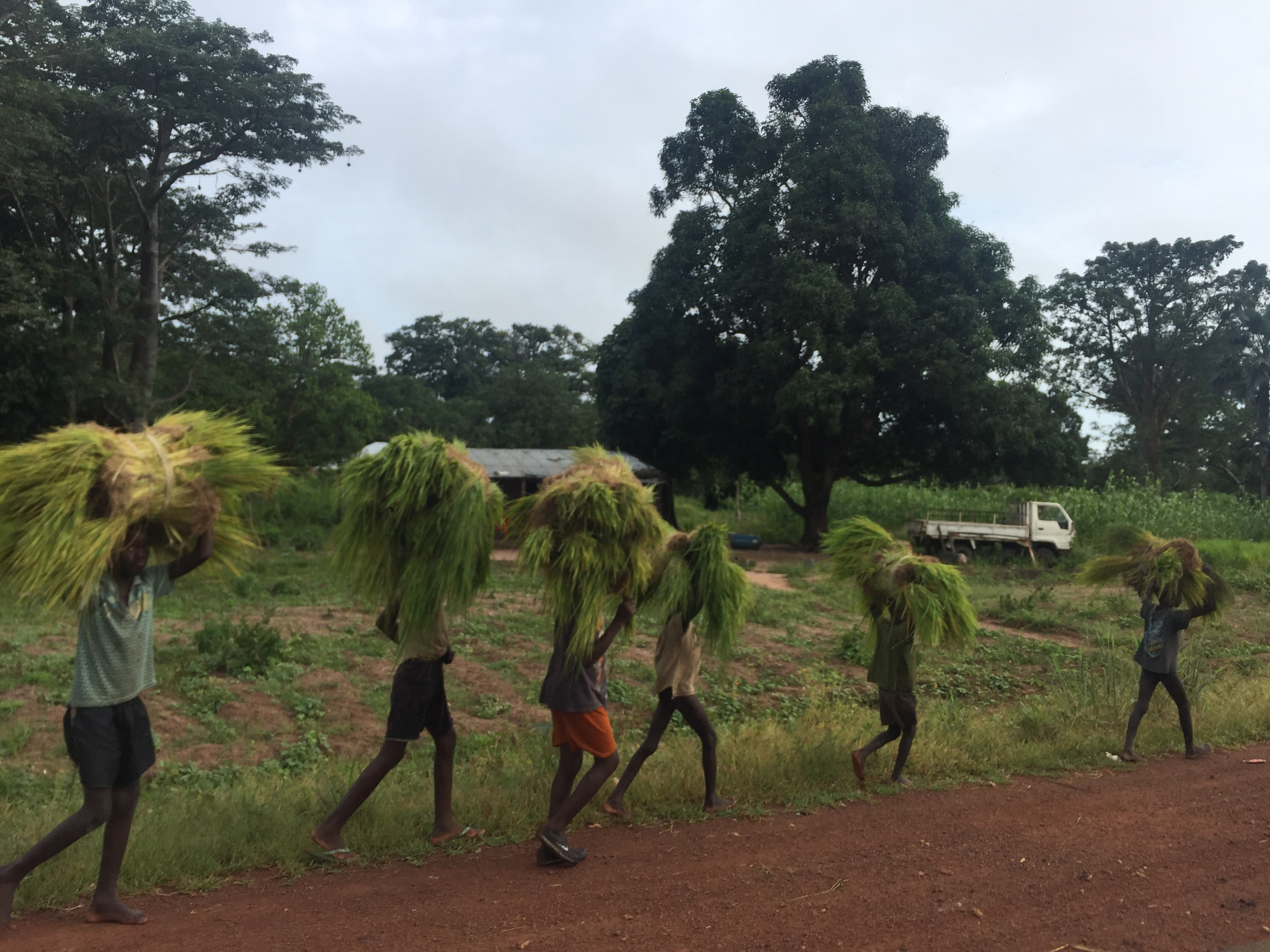
Cultivateurs lors de la récolte du riz.

Le pays possède de nombreuses autres ressources naturelles : bauxite, bois, pétrole, phosphates... Son littoral, très riche en poissons, attire les pêcheurs de l'Union européenne qui viennent pêcher chaque année 500 milles de tonnes de poisson, versant en échange à la Guinée-Bissau environ 7 500 000 €. Le potentiel agricole du pays est énorme, mais sa forêt, par exemple, n'est exploitée que de manière informelle.
Malgré ses nombreux atouts, la Guinée-Bissau est le troisième pays le plus pauvre du monde, parmi les pays les moins avancés (PMA). L'indice de développement humain (IDH) est de 0,483 en 2021, classant la Guinée-Bissau 177e au classement mondial. En 2005, le budget de l'État dépend à 75 % de l'aide internationale. Il n'y a pas partout de l'électricité et 85 % des habitants vivent avec moins de 1 dollar par jour.

En effet, l'instabilité politique, les séquelles de la guerre civile de 1999 après une période d'hyperinflation qui ruine l'économie et voit l'abandon du peso de Guinée-Bissau, l'obsolescence des infrastructures, découragent les investisseurs et donc les possibilités de développement. 

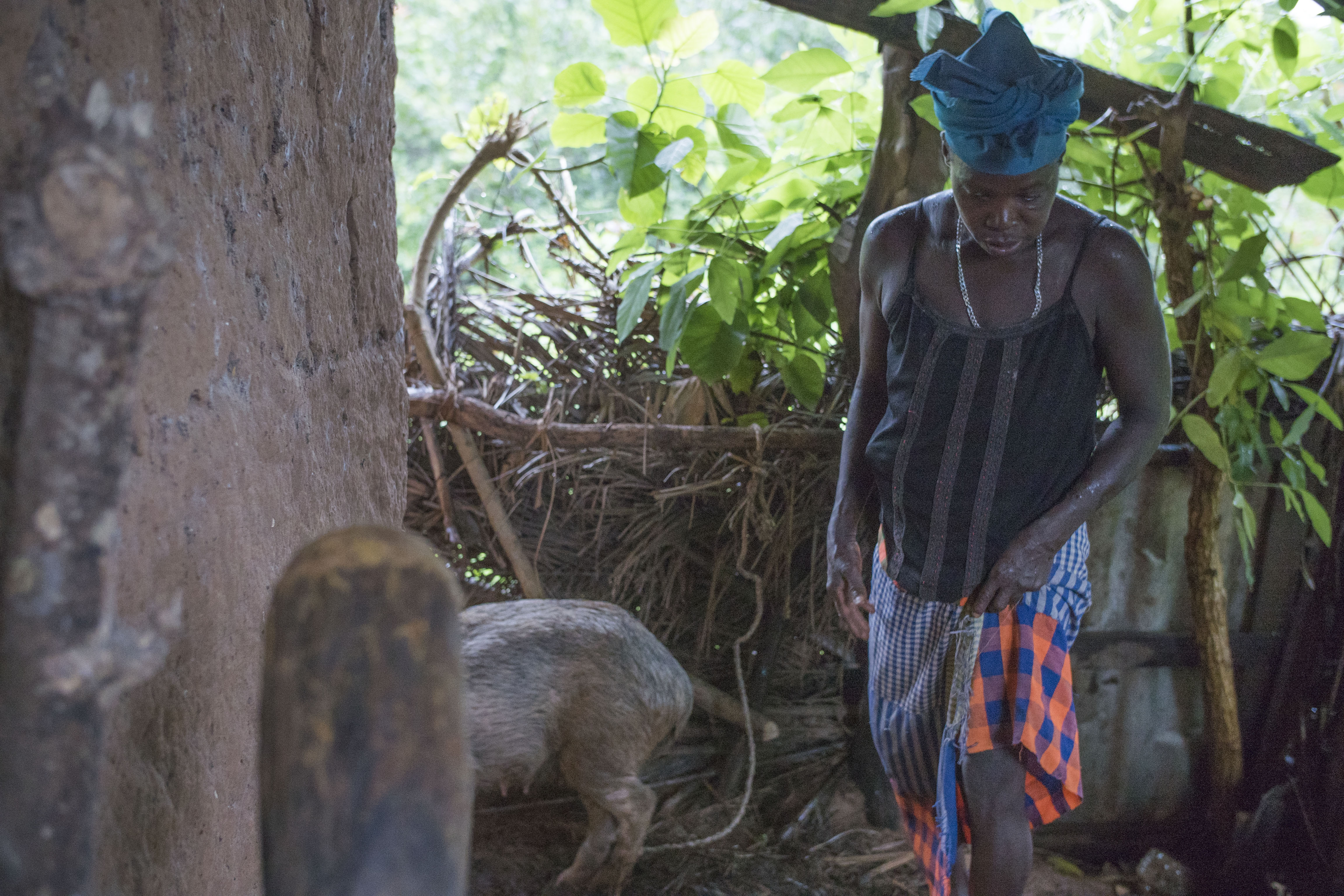
Fermière vivant sur une petite île au large de Bissau.

Du fait de sa pauvreté et de sa désorganisation économique, la Guinée-Bissau est une proie facile pour les trafiquants de drogue de l'Amérique du Sud qui l'utilisent comme passerelle pour atteindre l'Union européenne, leur principal client depuis que les États-Unis ont durci leur politique de contrôles aux frontières. La Guinée-Bissau a une position géographique privilégiée, au sud du Sénégal, qui l'exclut du dispositif de contrôle de l'immigration clandestine, qui s'étend du Maroc au Sénégal et rend les trafics difficiles. La drogue sud-américaine est donc stockée en Guinée-Bissau, où elle est ensuite introduite par petites quantités dans les produits de marché (fruits, poissons, noix de Cajou) acheminés vers l'Europe, ou ingérée par des mules qui risquent leur vie et leur liberté pour 5 000 € (leur salaire pour acheminer 500 grammes à 1 kilogramme de cocaïne en capsules).

## Trafic de drogue
Au cours de la dernière décennie, la consommation européenne de cocaïne aurait triplé et l'Afrique de l'Ouest est devenue un point de transit majeur pour le trafic de drogue de la Colombie vers l'Europe. La Guinée-Bissau est le premier pays d'Afrique de l'Ouest à cet égard, les trafiquants profitant de la corruption et du désordre gouvernemental pour opérer sans entrave. L'armée et la police sont soupçonnées d'être complices, et le manque de bateaux ou d'avions pour patrouiller ou contrôler la vaste zone maritime les amène à fermer les yeux sur les cargaisons de cocaïne en provenance d'Amérique latine. La population locale n'a pas accès à la drogue. Des avions survolent la Guinée-Bissau et utilisent les 88 îles isolées, dont la majorité sont inhabitées.